# Friedrich Helbig (Schriftsteller)
Friedrich Helbig (* 1. Dezember 1832 in Jena; † 8. August 1896 ebenda) war ein deutscher Jurist und Schriftsteller.

## Leben
Nachdem Helbig seine Schulzeit beendet hatte, studierte er in den Jahren 1852 bis 1855 an den Universitäten Jena und Heidelberg Jura und Philosophie.
Nach Beendigung des Studiums wurde er Ortsvorsteher eines Dorfes nahe Weimar und später zum Sekretär der Kreisdirektion in Dernbach berufen. Weitere Stationen seiner Karriere waren Amtsassessor in Weida, Kreisgerichtsrat in Arnstadt und seit Herbst 1879 Landgerichtsrat am weimarisch-preußischen Landgericht in Gera.
Im Herbst 1892 ging er in Pension und zog nach Jena. Dort starb Friedrich Helbig im Alter von 64 Jahren.

## Werke
- Kunigunde von Orlamünde. Deistung, Jena 1860.
- Babel. Tragödie. 1873.
- Die Sage vom „Ewigen Juden“. Ihre poetische Wandlung und Fortbildung. Lüderitz, Berlin 1874.
- Dichter und Rathswachtmeister. In: Die Gartenlaube. Heft 16, 1875, S. 268–271 (Volltext [Wikisource] – Wilhelm Treunert).
- Gregor VII. Tragödie in 5 Aufzügen und einem Vorspiele. Reclam, Leipzig 1878 (Universal-Bibliothek; 1036).
- Die Komödie auf der Hochschule. Historisches Lustspiel in 4 Aufzügen. Reclam, Leipzig 1878 (Universal-Bibliothek; 956).
- Nach Goethe. Lustspiel. 1878.
- Luthers Einkehr im „Bären“ zu Jena. Dramolett. 1883.
- Das Wunder der Frau Holle. Weihnachtsdrama. 1887.